# Liste der Straßen in Essen-Nordviertel
Die Liste der Straßen im Essener Nordviertel beschreibt das Straßensystem im Essener Stadtteil Nordviertel mit den entsprechenden historischen Bezügen.

## Überblick
Im Nordviertel leben 8540 Einwohner (30. September 2022) auf einer Fläche von 2,86 Quadratkilometern. Das Nordviertel bildet zusammen mit einem Großteil von Stoppenberg und Teilen von Altenessen-Süd den Postleitzahlenbezirk 45141. Kleine Teile des Stadtteils befinden sich im Bezirk 45143. Zudem gehört das Nordviertel zusammen mit dem Stadtkern, dem Ost-, dem West-, dem Süd- und dem Südostviertel zur Stadtmitte.
Die Stadtteilgrenze verläuft im Uhrzeigersinn im Norden beginnend folgendermaßen:
Bottroper Straße, Berthold-Beitz-Boulevard, Gladbecker Straße, Nordpark, Gneisenaustraße, Overbergstraße, Altenessener Straße, Karolingerstraße, Katzenbruchstraße und Stoppenberger Straße zu Altenessen-Süd; weiterer Verlauf der Stoppenberger Straße und Graf-Beust-Allee zu Stoppenberg; ehemalige Rheinische Bahnstrecke zum Ostviertel; weiterer Verlauf der ehemaligen Bahnstrecke bzw. des heute darauf befindlichen Radwegs zum Stadtkern; weiterer Radwegverlauf und Pferdebahnstraße zum Westviertel sowie die Helenenstraße zu Altendorf und Bochold.
Zu den Straßennamengruppen zählt das Ballonfahrerviertel, in dem die Straßen nach den Ballonfahrern Bamler, Leimkugel, Sigsfeld und Riedinger benannt sind. Westlich der Bottroper Straße wurden die Paul-, die Johannis- und die Jakobstraße nach den Aposteln benannt, da sich in der Nähe eine Heilig-Geist-Straße befunden haben sollen, die jedoch nicht mehr weiter belegbar ist.
Im Nordviertel gibt es 60 benannte Verkehrsflächen, darunter drei Plätze.
Diese Straßen befinden sich dabei nur teilweise im Stadtteil:
Altenessener Straße, Berthold-Beitz-Boulevard, Bottroper Straße, Gladbecker Straße, Gneisenaustraße, Goldschmidtstraße, Hans-Böckler-Straße, Helenenstraße, Herzogstraße, Karolingerstraße, Segerothstraße und Stoppenberger Straße.
Durch den Stadtteil Nordviertel verlaufen
- die Bundesstraße  auf der Gladbecker, der Grillo- und der Hans-Böckler Straße,
- die Landesstraße L 64 auf der Bottroper- und der Segerothstraße,
- die Landesstraße L 448 auf der Stoppenberger- und der Karolingerstraße und
- die Landesstraße L 452 auf der Stoppenberger Straße.

## Übersicht der Straßen und Plätze
Die nachfolgende Tabelle gibt eine Übersicht über die vorhandenen Straßen, Wege und Plätze im Stadtteil sowie einige dazugehörige Informationen.
- Name: aktuelle Bezeichnung der Straße.
- Länge/Maße in Metern:
Die in der Übersicht enthaltenen Längenangaben sind gerundete Übersichtswerte, die in Google Earth mit dem dortigen Maßstab ermittelt wurden. Sie dienen Vergleichszwecken und werden, sofern amtliche Werte bekannt sind, ausgetauscht und gesondert gekennzeichnet.
Der Zusatz (im Stadtteil) gibt an, dass die Länge die des Straßenabschnitts innerhalb des Stadtteils ist, da die Straße in benachbarte Stadtteile weitergeführt wird.
Der Zusatz (alle Straßenabschnitte zusammen) gibt an, dass die Straße so verwinkelt ist, dass keine „Hauptstraße“ besteht. Stattdessen wird die Länge aller Straßenabschnitte zusammengezählt.
- Herleitung: Ursprung oder Bezug des Namens
- Datum der Benennung: amtliche Erstbenennung
- Anmerkungen: zusätzliche Informationen
- Bild: Foto der Straße oder eines anliegenden Objekts

| Name                        | Länge/Maße (in Metern)                | Herleitung                                                                            | Datum der Benennung | Bemerkungen | Bild                                                   |
| --------------------------- | ------------------------------------- | ------------------------------------------------------------------------------------- | ------------------- | --- | ------------------------------------------------------ |
| Altenbergmühle              | 210                                   | Zum Hof Altenberg gehörige Mühle                                                      | 3. März 1953        | Die Altenbergmühle wird erstmals 1375 erwähnt. Die Familie op dem Berge war Eigentümerin. 1494 brannte die Mühle nieder. Ein Herr Vocking wurde von Rotger op dem Berge wegen Brandstiftung angeklagt. Nachdem die Familie op dem Berge keine Nachkommen mehr als Erben hatte und ausstarb, ging die Mühle auf die Familie von Asbeck über. Diese veräußerte das Gut Altenberg 1742 samt Mühle an den Kaufmann W. Brockhoff. 1799 gingen Hof und Mühle an den aufsitzenden Kolon Johann Altenberg über. Gerhard Altenberg veräußerte 1872 diesen Besitz an die Eheleute Johann Jacob Kallenberg und Franziska geborene Hundebring, der ihn schließlich 1892 an die Stadt Essen abgab, die darauf ihren städtischen Fuhrpark unterbrachte. Die Straße Altenbergmühle verbindet die Gladbecker Straße mit der Hilgerstraße. |                                                        |
| Altenbergstraße             | 220                                   | Hof Altenberg                                                                         | 4. Jan. 1895        | Der Hof Altenberg war ein Lehngut des Stiftes Essen. Die Höfe Berg im Broich (Haus Berge) und Altenberg in Altenessen waren Stammgüter der Familie op dem Berge. Der Hof Altenberg ging nach dem Aussterben der Familie op dem Berg an die Familien Asbeck und von der Reckes über. Später war nur die Familie Asbeck damit belehnt. Diese veräußerte das Gut 1742 an den Kaufmann W. Brockhoff. 1799 der Hof an den aufsitzenden Kolon Johann Altenberg über. In der Landmatrikel von 1668 ist der Bauer Aldenbergh als Aufsitzer des damals 23 Morgen großen Hofs erwähnt. Der Mittelbauer Aldenberg wird 1795 genannt, wobei der Kaufmann Brockhoff in Essen Grundherr war. Durch Johann Altenberg wurden die Altenbergs Eigentümer. Gerhard Altenberg veräußerte 1872 diesen Besitz an die Eheleute Johann Jacob Kallenberg und Franziska geborene Hundebring, der ihn schließlich 1892 an die Stadt Essen abgab, die darauf ihren städtischen Fuhrpark unterbrachte. 1897 wurde der Hof mit seinen Ländereien von Altenessen nach Essen umgemeindet. Die Altenbergstraße zweigt westlich der Altenessener Straße ab, quert die Overbergstraße und endet nach einem südlichen Knick als Sackgasse. Der Teil nach diesem Knick hieß bis 1931 Yorckstraße. Die Altenbergstraße führte damals weiter bis zur Berne. |                                                        |
| Altenessener Straße         | 1170 (im Stadtteil)                   | Hauptausfallstraße nach Altenessen                                                    | 7. Aug. 1908        | Die Altenessener Straße, die ursprünglich Viehofer Chaussee hieß, führt vom Viehofer Platz im Stadtkern nach Norden durch das Nordviertel und weiter nach Altenessen. | Altenessener Straße, Südende                           |
| Am Freistein                | 450                                   | Freisteine begrenzten das Weichbild der Stadt                                         | 7. Jan. 1868        | Mit Freistein oder Vredestein wurden Begrenzungssteine des Essener Weichbildes bezeichnet. Am Stoppenberger Weg stand bis 1890 ein solcher Stein. Die Straße Am Freistein führt von der Stoppenberger Straße aus in nordöstlicher Richtung, quert die Bülowstraße und endet als Sackgasse. Bis zum Baubeginn des Gymnasiums Essen Nord-Ost 1972 verlief sie weiter nach Stoppenberg. |                                                        |
| An St. Marien               | 50                                    | St. Marien, Kirche                                                                    | 2. Juli 1958        | Die Pfarrei St. Marien wurde 1903 unter der Abtrennung von der Gemeinde St. Gertrud gegründet. Der erste Kirchengebäude des Architekten Fritz Schaller aus dem Jahr 1891, der am 15. November 1891 konsekriert wurde, ist im Zweiten Weltkrieg zerstört worden. In den Jahren 1957/58 erfolgte der Wiederaufbau. 2008 fand hier der letzte Gottesdienst statt. Die Straße An St. Marien ist eine nördliche Stichstraße der Niederstraße. Sie hieß zuvor Kleine Niederstraße. | Kirche St. Marien                                      |
| Assmannweg                  | 370                                   | Richard Aßmann, Meteorologe und Ballonfahrer, entwickelte das Aspirationspsychrometer | 24. Apr. 1990       | Der Assmannweg, der zuvor nördlicher Teil des Reckhammerwegs war, verbindet den Berthold-Beitz-Boulevard mit der Hilgerstraße. An ihm liegt der größte jüdische Friedhof der Stadt Essen. | Jüdischer Friedhof                                     |
| Auf der Union               | 400                                   | mündlich überlieferter Bezug zur ehemaligen Fabrik Maschinenbau AG Essener Union      | 3. März 1953        | Am 1. Juli 1871 wurde die von Ewald Hilger 1857 gegründete Maschinenfabrik mit der Essener Maschinenfabrik vereinigt und erhielt den Namen Maschinenbau AG Essener Union. Diese war insbesondere auf den Steinkohlenbergbau ausgerichtet. Ihr Betrieb wurde schließlich 1913 eingestellt. Die letztgenannte Essener Maschinenfabrik wurde von den Brüdern Karl und Ernst Honigmann gegründet. In die Fabrik mit Eisengießerei trat am 10. Juni 1854 Friedrich Grillo ein und firmierte dann unter Ernst Honigmann & Cie. Im Folgejahr beteiligten sich der Bergamtsassessor Heinrich Thies (1808–1870), Fr. Waldthausen und Jul. Fischer, wobei das Unternehmen den Namen Essener Maschinenfabrik erhielt. Die Straße Auf der Union verbindet den Reckhammerweg mit der Kallenbergstraße. | Altenessener Straße, Südende                           |
| Beisingstraße               | 300                                   | Peter Beising, katholischer Theologe, Ehrenbürger Stadt Essen                         | 1. Juli 1891        | Die Beisingstraße verbindet die Altenessener Straße mit der Stoppenberger Straße. | Beisingstraße 17                                       |
| Berthold-Beitz-Boulevard    | 1840 (im Stadtteil)                   | Berthold Beitz, Generalbevollmächtigter der Friedrich Krupp AG                        | 15. Mai 2007        | Der Berthold-Beitz-Boulevard verläuft, aus dem Westviertel kommend, von der Pferdebahnstraße nach Norden, quert die Bottroper Straße und führt in nordöstlicher Richtung zur Gladbecker Straße und weiter in Altenessen-Süd. Dieses letzte Teilstück ab der Bottroper Straße erhielt am 16. April 2013 seinen Namen und war zuvor Teil der Bamlerstraße, die nur noch auf Altenessener Flur diesen Namen trägt. | Berthold-Beitz-Boulevard im Bau                        |
| Bersonstraße                | 210                                   | Arthur Berson, Meteorologe, Ballonfahrer                                              | 3. Mai 1967         | Die Bersonstraße führt in einem südlichen Bogen von der Hilgerstraße wieder auf diese zurück. |                                                        |
| Blücherstraße               | 420 (alle Straßenabschnitte zusammen) | Gebhard Leberecht von Blücher, preußischer Generalfeldmarschall                       | 18. Feb. 1916       | Die Blücherstraße, die zuvor Nürnberger Straße hieß, verbindet die Karolingerstraße mit der Altenessener Straße, wobei ein Teilstück südlich auf die Katzenbruchstraße führt und ein anderes als Sackgasse endet. Es gab zudem auch diese zweite Blücherstraße. |                                                        |
| Blumenfeldstraße            | 170                                   | Moses Blumenfeld, Lehrer, Prediger, Politiker                                         | 27. Mai 1902        | Moses Blumenfeld wurde am 21. Dezember 1821 in Schwerte geboren. Er wurde 1841 als Prediger der jüdischen Gemeinde und Lehrer an die jüdische Volksschule nach Essen berufen. 1848 wurde er zusammen mit Friedrich Hammacher und anderen als Demokrat verhaftet und 1850 freigesprochen. Er war zur Zeit des Kulturkampfs Anhänger Bismarcks. Blumenfeld war Mitgründer der Essener Fortbildungsschule, eines Männergesangsvereins, eines Vereins gegen Bettlerei und Verarmung, der Lehrerversorgungskasse und des Essener Gewerbevereins, dessen Vorsitzender und später Ehrenvorsitzender er war. Zudem war er Vorsitzender des Vereins israelischer Elementarlehrer für Rheinland und Westfalen. 1894 trat er in den Ruhestand, starb dann am 9. Januar 1902 in Essen und wurde auf dem Jüdischen Friedhof im Segeroth beigesetzt. Die Blumenfeldstraße verbindet die Gladbecker Straße mit der Altenessener Straße. Sie hieß zuvor Körnerstraße und war in der Zeit des Nationalsozialismus zwischen 1934 und 1945 in Herbert-Norkus-Straße umbenannt worden. | Blumenfeldstraße, Westende                             |
| Bottroper Straße            | 1260 (im Stadtteil)                   | Hauptausfallstraße nach Bottrop                                                       | 29. Aug. 1927       | Die Bottroper Straße führt in Verlängerung der Segerothstraße, deren Teil sie bis 1927 war, in nordwestlicher Richtung weiter durch die Stadtteile Bochold, Altenessen-Süd, Bergeborbeck und Dellwig bis in die Nachbarstadt Bottrop, wobei sie Teil der Landesstraße L64 ist. Ursprünglich war sie in mehrere Straßennamen aufgeteilt, die 1927 zur Bottroper Straße zusammengefasst wurden. Im Nordviertel war davon der nördliche Teil der Segerothstraße betroffen. |                                                        |
| Bülowstraße                 | 200                                   | Friedrich Wilhelm Bülow von Dennewitz, preußischer Offizier                           | 11. März 1898       | Die Bülowstraße verbindet die Lützowstraße mit der Stoppenberger Straße. |                                                        |
| Eltingplatz                 | 50 × 50                               | Hermann Elting, Bauunternehmer, Stadtverordneter                                      | 20. Nov. 1937       | Der Sägewerksbesitzer, Holzhändler, Zimmermeister, Bauunternehmer und Stadtverordnete Hermann Elting wurde 22. Mai 1838 in Isselburg geboren. Sein Bauunternehmen gründete er 1866/67 und hatte sein Sägewerk im Bereich der heutigen Holzstraße. Ende des 19. Jahrhunderts baute er hier zahlreiche Wohnhäuser, so dass diese Gegend den Namen Elting-Viertel erhielt. Elting wirkte zudem in mehreren Vereinen und kirchlichen sowie sozialen Organisationen mit. Von 1876 an war er, bis zu seinem Tod am 14. Juli 1898 in Essen, Stadtverordneter. Der Eltingplatz, der zuvor Hermannplatz hieß, liegt östlich anliegend an der Eltingstraße mitten im Elting-Viertel. | Eltingplatz                                            |
| Eltingstraße                | 550                                   | Hermann Elting, Bauunternehmer, Stadtverordneter                                      | 20. Nov. 1937       | Zum Industriellen Hermann Elting, siehe Eltingplatz Die Eltingstraße, die zuvor Hermannstraße hieß, verbindet die Kleine Stoppenberger Straße in nördlicher Richtung mit der Süderichstraße, wobei sie mitten durchs Elting-Viertel verläuft. | Eltingstraße 20                                        |
| Feilenstraße                | 190                                   | Feile, spanendes Werkzeug                                                             | 11. Dez. 1959       | Die Feilenstraße verbindet in einem östlichen Bogen den Berthold-Beitz-Boulevard mit dem Assmannweg. |                                                        |
| Freistattstraße             | 220                                   | Freistatt, Flurname                                                                   | um 1893             | 1340 wird opper Vrystat genannt. Früher waren der ehemalige Altenberghof (nördlich der Kreuzung Gladber Straße/Grillostraße) und die ehemalige Schleifmühle (Vestermühle, nahe der heutigen Kreuzung Pferdebahnstraße/Berthold-Beitz-Boulevard) mit der Vrystatsgathe verbunden. Die heutige Freistattstraße verbindet seit dem 23. Januar 1957 in einem südlichen Bogen die Johannis- mit der Paulstraße. Zuvor hieß wenige Meter südlich eine Verbindung von der Bottroper Straße (damals Teil der Segerothstraße), die Pferdebahn querend und bis in Westviertel verlaufend bereits Freistattstraße. |                                                        |
| Gertrudisstraße             | 120                                   | Gertrud von Nivelles, Äbtissin in Belgien                                             | 10. Juni 1887       | Der Heiligen Äbtissin Gertrud von Nielles wurde die Marktkirche geweiht, bevor seit 1563 protestantische Gottesdienste dort abgehalten werden. Die Gertrudisstraße verbindet die Altenessener Straße mit der Eltingstraße. | Gertrudisstraße 28/27                                  |
| Gladbecker Straße           | 1620 (im Stadtteil)                   | Hauptausfallstraße nach Gladbeck                                                      | 9. Aug. 1927        | Die Gladbecker Straße, die in den 1930er Jahren in ihrer heutigen Form als Hauptstraße ausgebaut wurde, verläuft aus dem Stadtkern kommend in nördlicher Richtung durch das Nordviertel und weiter durch die Stadtteile Altenessen, Vogelheim und Karnap. Sie ist Teil der Bundesstraße 224. Von Süden kommend, bis zur Einmündung des Reckhammerwegs, war die Gladbecker Straße Teil der Schlenhofstraße, die einst bis in den Stadtkern reichte. Im nördlichen Verlauf des Nordviertels bildet die Gladbecker Straße die Grenze zu Altenessen-Süd, wobei sie hier ab 1915 Koopmannstraße und davor Unionstraße hieß. Es gab zuvor eine Straße gleichen Namens, siehe Gladbecker Straße. | Gladbecker Straße, Südende                             |
| Gneisenaustraße             | 140 (im Stadtteil)                    | August Neidhardt von Gneisenau, preußischer Generalfeldmarschall und Heeresreformer   | 28. Sep. 1906       | Die Gneisenaustraße ist eine nordwestliche Stichstraße der Overbergstraße, die im Nachbarstadtteil Altenessen endet. |                                                        |
| Goldschmidtstraße           | 130 (im Stadtteil)                    | Brüder Karl und Hans Goldschmidt, Chemiker und Unternehmer                            | 14. Feb. 1966       | Die Brüder Goldschmidt und die Firma Goldschmidt sind von großer Bedeutung für die Essener Wirtschaft. Von den Brüdern stammen zahlreiche Stiftungen. Die Goldschmidtstraße führt im benachbarten Ostviertel am Gelände der Evonik Goldschmidt AG entlang und trifft im nördlichen Verlauf im Nordviertel auf die Stoppenberger Straße, wo sie zuvor Söllingstraße hieß. | Goldschmidtstraße 112, ehemalige Schlachthofverwaltung |
| Graf-Beust-Allee            | 700                                   | Zeche Graf Beust                                                                      | 20. Sep. 2005       | Die Graf-Beust-Allee ist eine südliche Stichstraße der Stoppenberger Straße und verläuft über ehemaliges Zechengelände, auf dem sich das Dampfsägewerk des Bergwerks befand. Heute befindet sich hier der Gewerbepark Graf Beust. |                                                        |
| Grillostraße                | 1030                                  | Friedrich Grillo, Industrieller                                                       | 8. Juli 1892        | Die Grillostraße führt von der Katzenbruchstraße in westlicher Richtung, quert dabei die Altenessener- und die Gladbecker Straße, von der aus sie als Bundesstraße 224 in westlicher Richtung weiter führt und in die Hans-Böckler Straße übergeht. |                                                        |
| Hans-Böckler-Straße         | 250 (im Stadtteil)                    | Hans Böckler, Politiker und Gewerkschaftsfunktionär                                   | 4. Juli 1951        | Aus Anlass des Außerordentlichen Bundeskongresses des Deutschen Gewerkschaftsbundes im Juni 1951 in Essen erhielt die nach dem Zweiten Weltkrieg neu errichtete Straße ihren Namen. Die Hans-Böckler-Straße führt als Fortsetzung der Grillostraße in westlicher Richtung weiter im Westviertel, wobei sie Teil der Bundesstraße 224 ist. |                                                        |
| Helenenstraße               | 970 (im Stadtteil)                    | Zeche Vereinigte Helene & Amalie                                                      | vor 1874            | Die Helenenstraße verbindet die Bottroper Straße in südlicher Richtung mit der Pferdebahnstraße, wobei sie auf dieser Länge die Grenze zum Nachbarstadtteil Bochold bildet. Von der Pferdebahnstraße führt sie weiter nach Süden in den Stadtteil Altendorf. |                                                        |
| Helen-Keller-Straße         | 280 (alle Straßenabschnitte zusammen) | Helen Keller, taubblinde amerikanische Schriftstellerin                               | 17. Mai 1972        | Die Helen-Keller-Straße ist eine nördliche Stichstraße der Stoppenberger Straße. Bis nach 1919 verlief etwa an dieser Stelle die ehemalige Waterloostraße. |                                                        |
| Herzogstraße                | 120 (im Stadtteil)                    | Herzog, Adelstitel                                                                    | 4. Mai 1900         | Um 1890 plante man eine Ringstraße um die Innenstadt, deren Namen an die Geschichte des Hauses Hohenzollern erinnern sollte. Zu dieser Ringstraße gehören Hohenzollern-, Kaiser-, Kronprinzen-, Kurfürsten-, Markgrafen-, Burggrafen- und Herzogstraße sowie die Nürnberger Straße. Die Herzogstraße ist die Fortsetzung der Burggrafenstraße im Ostviertel und führt als einzige ins Nordviertel. |                                                        |
| Hilgerstraße                | 720                                   | Ewald Hilger, Industrieller, Geheimer Bergrat                                         | 3. März 1953        | Die Hilgerstraße verbindet den Assmannweg in einem östlichen Bogen mit der Straße Auf der Union, wobei die Verbindung von der Kallenbergstraße zum Assmannweg erst am 3. Mai 1967 fertiggestellt und benannt wurde. |                                                        |
| Holzstraße                  | 120                                   | ehemaliger Holzlagerplatz                                                             | 10. Juni 1887       | Der Bauunternehmer und Sägewerksbesitzer Hermann Elting (1838–1898) legte an dieser Straße einen Lagerplatz für seine Hölzer an. Die Holzstraße verbindet die Altenessener Straße mit der Eltingstraße. | Holzstraße 24                                          |
| Jakobstraße                 | 80                                    | Jakobus der Ältere, Apostel Jesu Christi                                              | 17. Jan. 1886       | Die Jakobstraße ist eine südliche Stichstraße der Freistattstraße. Einst gehörte der Teil der Freistattstraße, der bis zur Johannisstraße führt, zur Jakobstraße, so dass diese eine Verbindung zwischen Johannisstraße und Bottroper Straße bildete. Vor 1957 hieß wenige Meter südlich eine Verbindung von der Bottroper Straße (damals Teil der Segerothstraße), die Pferdebahn querend und bis in Westviertel verlaufend, bereits Freistattstraße. In der Zeit des Nationalsozialismus zwischen 1937 und 1945 war die Jakobstraße in Soldatenwiese umbenannt worden. |                                                        |
| Johannisstraße              | 95                                    | Apostel Johannes                                                                      | 17. Jan. 1868       | Die Johannisstraße führt von der Paulstraße in südlicher Richtung auf die Freistattstraße. Bis etwa 1957 war sie weiter nach Süden noch mit der Pferdebahnstraße verbunden. |                                                        |
| Kallenbergstraße            | 400                                   | Kallenberg, Aufsitzer des ehemaligen Hofs Koopmann                                    | 3. Mai 1967         | Der Hof Koopmann war ein Unterhof des Viehofs. 1830 heiratete Christian Kallenberg die Hofbesitzerin Maria Catharina geborene Deimelsberg. 1839 löste Maria Catharina Kallenberg, deren Mann kurz zuvor gestorben war, mit ihren sechs minderjährigen Kindern alle auf dem Hof ruhenden fiskalischen Lasten ab und wurde damit uneingeschränkte Eigentümerin des 126 Morgen großen Guts. 1866 wird Heinrich Kallenberg gen. Kopmann als Eigentümer genannt. 1889 ging der Hof auf seine Witwe Caroline geborene Barkhof über. Die Kallenbergstraße führt von der Grillostraße nach Norden und in einem westlichen Bogen auf die Hilfgerstraße. Der Teil Richtung Westen gehörte zuvor zur Hilgerstraßee, und der in Nord-Süd-Richtung verlaufende Teil zur zuvor nördlich verlängerten Schlenhofstraße. |                                                        |
| Karolingerstraße            | 540 (im Stadtteil)                    | Bezug zu einer Karolingeransiedlung                                                   | 20. Nov. 1937       | Die Karolingerstraße führt nach Norden weiter zum ehemaligen Hundebrinkhof. 1937 wurde dessen Ursprung in einer amtlichen Begründung auf eine alte Karolingeransiedlung zurückgeführt. Die Karolingerstraße verläuft von der Stoppenberger Straße nach Norden, quert die Katzenbruchstraße und führt weiter in Altenessen-Süd. Dabei ist sie im Nordviertel Teil der Landesstraße L448. Hier sie zuvor den Namen Horster Straße. |                                                        |
| Katzenbruchstraße           | 660 (im Stadtteil)                    | Katzenbruch, Flurname                                                                 | um 1873             | In der Landmatrikel von 1668 steht folgender Satz: Johan Haelman hat aufm Kattenbroch vom Heil. Geist Brochland zwei Morgen gepachtet. Die Katzenbruchstraße führt als Verlängerung der Herzogstraße weiter nach Nordwesten, quert die Karolingerstraße und wird in westlicher Richtung ab der Altenessener Straße als Grillostraße weitergeführt. |                                                        |
| Kleine Stoppenberger Straße | 280                                   | Teilstück der alten Wegverbindung zwischen Essen und Stoppenberg                      | 25. Juni 1985       | Die Kleine Stoppenberger Straße verbindet die Altenessener Straße in östlicher Richtung mit der Stoppenberg Straße. Sie war bis 1985 Teil der Stoppenberger Straße und wurde daher in der Zeit des Nationalsozialismus zwischen etwa 1933 und 1945 mit dieser in Karpinskistraße umbenannt. | Kleine Stoppenberger Straße, Kriegerdenkmal            |
| Leimkugelstraße             | 400                                   | Erich Leimkugel, Essener Apotheker, Ballonfahrer, Stadtverordneter                    | 21. Jan. 1965       | Erich Leimkugel wurde am 8. August 1877 in Schöppenstedt geboren. Er betrieb die Einhorn-Apotheke am Markt im Stadtkern und war langjähriger Stadtverordneter der Stadt Essen. Leimkugel war Teilhaber an 149 internationalen Ballonwettfahrten, bei denen er die Stadt Essen vertreten hatte. Er gehörte mit Karl Bernhard Bamler zu den bedeutendsten Förderern des Ballonsports. Am 22. März 1947 starb Leimkugel in Essen. Die Leimkugelstraße zweigt am östlichen Ende des Berthold-Beitz-Boulevards nach Süden ab und trifft nach einem Knick nach Westen auf die Sigsfeldstraße. |                                                        |
| Lützowstraße                |                                       | Ludwig Adolf Wilhelm von Lützow, preußischer Generalmajor                             | 4. Mai 1900         | Im Jahr 1900 benannte man eine heute nicht vorhandene Straße, die östlich der Karolinger Straße zu damaligen Waterlooplatz abzweigte. Sie befand sich nördlich parallel zur Straße Am Freistein und wurde später nach Osten bis zur Essener Straße in Stoppenberg verlängert. Am 20. Mai 1964 tauschten die nördliche Lützowstraße und die südliche Stoppenberger Straße die Namen, so dass die heutige Lützowstraße von der Stoppenberger Straße nach Osten abzweigt und auf die Herzogstraße trifft. In der Zeit des Nationalsozialismus zwischen etwa 1933 und 1945 wurde sie in Karpinskistraße umbenannt. |                                                        |
| Meißelstraße                | 170                                   | Meißel, Werkzeug                                                                      | 9. Juli 1915        | Die Meißelstraße, die zuvor Gasstraße hieß, verbindet den Reckhammerweg mit der Schlenhofstraße. |                                                        |
| Niederstraße                | 220                                   | Niederung des ehemaligen Segeroths                                                    | 17. Jan. 1868       | Die Benennung erfolgte aufgrund der Lage an einer Niederung des ehemaligen Segeroths. Die Niederstraße ist eine westliche Stichstraße der Segerothstraße, die nach Norden abknickt. Dieses nach Norden verlaufende Teilstück war einst mit der Pferdebahnstraße verbunden und trug den Namen Mauerstraße. |                                                        |
| Ostermannstraße             | 120                                   | Heinrich Theodor Ostermann, Kaufmann, Industrieller                                   | 29. Nov. 1889       | Heinrich Theodor Ostermann wurde am 23. August 1822 in Essen geboren. Der Kaufmann war Inhaber der Maschinenfabrik Eichenberg & Kleinrahm an der Waterloostraße. Später ging das Werk auf Emil Wolf über. Ostermann gehörten einige Grubenfelder in Altenessen, die den Grundstock zur Gründung der Bergbaugesellschaft Neu-Essen bildeten. Das Gebiet, auf dem die Ostermann- und die Theodorstraße angelegt wurden, war ebenfalls sein Eigentum. Ostermann war zwischen 1863 und 1874 Stadtverordneter. Er starb am 10. Februar 1895 in Essen. Die Ostermannstraße verbindet die Elting- mit der Altenessener Straße. |                                                        |
| Overbergstraße              | 280                                   | Overberg, Hofname                                                                     | 9. Juli 1915        | Die Benennung erfolgte in Anlehnung an den Hof Overberg oder Hof zum Berge, der an der Kaiserstraße im Stadtkern lag. Es war ein Lehngut des Stiftes Essen. Die Overbergstraße, die ursprünglich Grenzstraße hieß, verbindet die Gneisenaustraße mit der Altenbergstraße und verläuft damit westlich parallel der Altenessener Straße. |                                                        |
| Paulstraße                  | 200                                   | Paulus von Tarsus, Apostel                                                            | 17. Jan. 1868       | Die Paulstraße zweigt westlich der Bottroper Straße ab und trifft auf die Johannisstraße. |                                                        |
| Peterstraße                 | 160                                   | Peter Beising, katholischer Theologe, Ehrenbürger Stadt Essen                         | 1. Juli 1891        | Die Peterstraße verbindet die Beisingstraße in südlicher Richtung mit der Kleinen Stoppenberger Straße. | Peterstraße 13/15                                      |
| Pferdebahnstraße            | 1100                                  | Lage einer einstigen Pferde-Eisenbahn                                                 | 17. Jan. 1868       | Der Besitzer der in Mülheim an der Ruhr ansässigen Kohlehandlung, Mathias Stinnes, ließ die Pferdebahn durch die Anfang der 1850er-Jahre gegründete Mülheim Essener Eisenbahn-Gesellschaft errichten. Sie war zum Kohlentransport der Zechen Graf Beust, Mathias Stinnes und Helene Amalie projektiert. Laut einer Statistik des Kreises Essen nahm die Pferde-Schleppbahn zwischen 1859 und 1861 mit der Menge an transportierter Kohle den ersten Platz der zahlreichen Bahnen im Kreis ein. Die Pferdebahn ging, nachdem sie bis zum 18. September 1865 nur noch teilweise genutzt worden war, durch einen Vertrag vom 25. April 1863 in die Rheinische Eisenbahn-Gesellschaft über. Die Bahntrasse der Pferdebahn wurde teilweise für die am 16. Juli 1863 konzessionierte Bahnstrecke Osterath–Essen–Dortmund weiter genutzt. Die Pferdebahnstraße verbindet die Helenenstraße mit der Hans-Böckler-Straße, wobei sie die Grenz zum Westviertel bildet. |                                                        |
| Reckhammerweg               | 660                                   | Reckhammer in der ehemaligen Walkmühle                                                | 20. Nov. 1937       | Der Reckhammerweg führte zur einstigen Walkmühle, die der Firmengründer Friedrich Krupp zum Einbau seines ersten Reckhammers umbauen ließ. Der Reckhammerweg, der zuvor im nördlichen Teil Hammerstraße und im südlichen Teil Parallelstraße hieß, zweigt westlich der Gladbecker Straße ab und führt bis zum Sportbad am Thurmfeld. Bis 1990 führte er weiter nach Norden über den Assmannweg zur Bamlerstraße, heute Berthold-Beitz-Boulevard. | Reckhammerweg, Hausnr. 20                              |
| Riedingerstraße             | 390                                   | August Riedinger, Unternehmer und Ballonfahrer                                        | 20. Juli 1966       | Die Riedingerstraße, die zuvor I. Siedlerweg hieß, zweigt südlich des Berthold-Beitz-Boulevards ab und trifft nach einem östlichen Knick auf die Sigsfeldstraße. |                                                        |
| RWE-Platz                   | 310                                   | Keimzelle des Energieversorgers RWE                                                   | 4. Juli 2018        | Der RWE-Platz, der 2018/2019 neu errichtet wird, liegt im Bereich der einstigen Zeche Victoria Mathias, die an das erste Elektrizitätswerk vor Ort den im Kesselhaus des Bergwerks erzeugten Dampf zur Energiegewinnung lieferte. Damit war am 25. April 1898 das neue Unternehmen RWE gegründet. In den Jahren 2018 bis etwa 2020 baut es auf diesem Gelände, das RWE niemals ganz verlassen hat, seine neu neue Unternehmenszentrale und kehrt damit an seine Wurzeln zurück. Damit liegt der RWE-Platz nicht auf städtischem Gebiet, sondern auf Firmengelände. |                                                        |
| Scharnhorststraße           | 90                                    | Gerhard von Scharnhorst, preußischer Generalleutnant                                  | 15. Nov. 1895       | Die Scharnhorststraße verbindet die Lützowstraße mit der Straße Am Freistein. |                                                        |
| Schlenhofstraße             | 310                                   | Schlenhof, Hofname                                                                    | 17. Jan. 1868       | Der Schlenhof war ein in den Oberhof Viehof gehöriges Behandigungsgut. Halfman Schleenhoff wird 1795 als Ganzbauer bezeichnet. Der Grund war Eigentum der Familie von Cocy. Friedrich von Cocy war 1789 Letztbehandigter. In der Mutterrolle von 1826 ist die Witwe des Hofrats Schmitz, Pauline geborene von Cocy als Besitzerin genannt, wobei der Hof 51 Morgen groß war. 1837 wurden die auf dem Hof ruhenden fiskalischen Lasten abgelöst, wodurch die Witwe von Schmitz uneingeschränkte Eigentümerin wurde. 1841 tritt Johann Lindermann jun. aus Essen als Hofeigentümer auf. 1899 kaufte die Stadt Essen den Schlenhof auf, um die Kläranlage an der Berne zu erweitern. Die Schlenhofstraße verbindet heute in südlicher Richtung die Grillostraße mit dem Reckhammerweg. Einst gehörte der Teil der heutigen Gladbecker Straße zwischen Stadtkern und Reckhammerweg zur Schlenhofstraße, ebenso verlief sie weiter nach Norden über die heutige Kallenbergstraße, um dort wieder in die heutige Gladbecker Straße zu münden. |                                                        |
| Segerothstraße              | 350 (im Stadtteil)                    | Segeroth-Viertel                                                                      | 6. Juli 1866        | Die einstige städtische Weide Segeroth wurde in der Zeit der Industrialisierung gegen Ende des 19. Jahrhunderts zu einem Essener Stadtteil, der heute zum Nordviertel gehört. In dem Arbeiterviertel gab es vor dem Zweiten Weltkrieg teils gewalttätige Auseinandersetzungen aufgrund sozialer und politischer Spannungen. Die Segerothstraße wurde zur Zeit des Nationalsozialismus in Heinrich-Unger-Straße umbenannt, was 1945 wieder zurückgenommen wurde. Die Segerothstraße führt als Teil der Landesstraße L64 vom Westviertel ins Nordviertel, wo sie sich seit dem 27. August 1927 als Bottroper Straße fortsetzt, bis dahin jedoch im gesamten Verlauf Segerothstraße hieß. |                                                        |
| Sigsfeldstraße              | 240                                   | Hans Bartsch von Sigsfeld, Erfinder, Luftschiffer                                     | 20. Juli 1966       | Die Sigsfeldstraße, die zuvor III. Siedlerweg hieß, zweigt südlich des Berthold-Beitz-Boulevards ab und trifft auf die Riedinger- und die Leimkugelstraße. |                                                        |
| Stoppenberger Straße        | 1070 (im Stadtteil)                   | Hauptausfallstraße nach Stoppenberg, ehemalige Bürgermeisterei, heute Stadtteil       | um 1860             | Die Stoppenberger Straße verlief ursprünglich vom Viehofer Platz im Stadtkern über die seit 1985 so benannte Kleine Stoppenberger Straße und weiter nach Osten über die seit 1964 so benannte Lützowstraße nach Stoppenberg. 1964 wurden die beiden Straßennamen Lützow- und Stoppenberger Straße zwischen Karolinger- und Essener Straße (in Stoppenberg) getauscht. Seitdem ist der nördliche Straßenzug die Stoppenberger Straße, und der südliche die Lützowstraße. Der gesamte ursprüngliche Straßenzug war in der Zeit des Nationalsozialismus zwischen etwa 1933 und 1945 in Karpinskistraße umbenannt. |                                                        |
| Süderichstraße              | 310                                   | Süderich, Flurname                                                                    | 18. Mai 1894        | In der Mutterrolle von 1826 ist die Flur Am Süderich erwähnt. Die Süderichstraße zweigt westlich der Karolinger Straße ab, quert die Eltingstraße und endet dann als Sackgasse. Bis etwa vor 1965 führte sie westlich bis auf die Altenessener Straße. |                                                        |
| Theodorstraße               | 120                                   | Heinrich Theodor Ostermann, Kaufmann, Industrieller                                   | 29. Nov. 1889       | Heinrich Theodor Ostermann wurde am 23. August 1822 in Essen geboren. Der Kaufmann war Inhaber der Maschinenfabrik Eichenberg & Kleinrahm an der Waterloostraße. Später ging das Werk auf Emil Wolf über. Ostermann gehörten einige Grubenfelder in Altenessen, die den Grundstock zur Gründung der Bergbaugesellschaft Neu-Essen bildeten. Das Gebiet, auf dem die Ostermann- und die Theodorstraße angelegt wurden, war ebenfalls sein Eigentum. Ostermann war zwischen 1863 und 1874 Stadtverordneter. Er starb am 10. Februar 1895 in Essen. Die Theodorstraße verbindet die Elting- mit der Altenessener Straße. |                                                        |
| Tiegelstraße                | 260                                   | Tiegel, Gefäß zum Schmelzen von Metallen                                              | 9. Juli 1915        | Die Tiegelstraße, die zuvor Großenbruchstraße hieß, verbindet den Reckhammerweg mit der Schlenhofstraße. |                                                        |
| Universitätsstraße          | 470                                   | Lage an der Universität Essen                                                         | 23. Juni 1976       | Die Universitätsstraße, die zuvor Unionstraße hieß, wurde 1976 nach der hier errichteten Universität Essen benannt. Die Universitätsstraße verbindet die Segeroth- mit der Gladbecker Straße. | Universität                                            |
| Victoria-Mathias-Straße     | 260                                   | Ehemalige Zeche Victoria Mathias                                                      | 4. Juli 2018        | Die Straße liegt auf dem Gelände der Westnetz Gmbh, südlich der Grillostraße und zwischen Gladbecker Straße und Altenessener Straße. Die Benennung der Victoria-Mathias-Straße erfolgte gleichzeitig zum benachbarten RWE-Platz. Wie der Platz liegt die Victoria-Mathias-Straße auf Firmengelände und ist nur eingeschränkt zugänglich. |                                                        |
| Waterloostraße              |                                       | Waterloo, Stadt in Belgien                                                            | 14. Nov. 1935       | Bereits vor 1907 wurde eine Waterloostraße angelegt, die vom ehemaligen Waterlooplatz nach Norden führte und in etwa in den Verlauf der heutigen Helen-Keller-Straße überging. Sie wurde wohl noch vor 1927 aufgehoben und überbaut. Die heutige Waterloostraße verläuft von der Altenessener Straße in südöstlicher Richtung, quert die Eltingstraße und endet als Sackgasse. Bis in die 1970er Jahre war sie mit der Karolingerstraße verbunden. |                                                        |
| Zwingliplatz                | 50 × 50                               | Huldrych Zwingli, Schweizer Theologe, erster Zürcher Reformator                       | Okt. 2018           | Der Zwingliplatz liegt zwischen Elting-, Waterloo- und Zwinglistraße. |                                                        |
| Zwinglistraße               | 140                                   | Huldrych Zwingli, Schweizer Theologe, erster Zürcher Reformator                       | 16. Dez. 1970       | Die Zwinglistraße, die zuvor Sternstraße hieß, ist eine Stichstraße, die von der Eltingstraße nach Nordosten abzweigt. |                                                        |

## Liste ehemaliger Straßennamen
Die Liste ehemaliger Straßennamen erhebt keinen Anspruch auf Vollständigkeit.
| Name                  | von           | bis           | umbenannt in (aktuell)                                              | Herleitung                                                                                                 | Bemerkungen |
| --------------------- | ------------- | ------------- | ------------------------------------------------------------------- | --- | --- |
| Amalienstraße         | vor 1894      | nach 1955     | aufgehoben und überbaut                                             | | Die Amalienstraße verband nordöstlich der Zeche Amalie die Helenenstraße mit der Pferdebahnstraße. |
| Antonstraße           | vor 1907      | nach 1955     | aufgehoben und überbaut                                             | | Die Antonstraße verband parallel zwischen der Elting- und der Altenessener Straße die Süderichstraße in mit der Bruchstraße, der heutigen Waterloostraße. |
| Auf d. Stüppen        | 5. Dez. 1951  | 20. Juli 1966 | aufgehoben und überbaut                                             | | Die Straße Auf d. Stüppen lag in dritter Reihe nach der Straße Im Westerdorferfeld und dem Kallenbergsweg südlich parallel der Bamlerstraße (heute Berthold-Beitz-Boulevard) und verband den I. und den III. Siedlerweg. Die Straße ist heute mit dem Gewerbegebiet Stadtwiese überbaut. |
| Auguststraße          | vor 1893      | nach 1945     | aufgehoben und überbaut                                             | | Die Auguststraße zweigte südlich der Pferdebahnstraße ab und folgte nördlich der ehemalige Rheinischen Bahnstrecke, bis nach 1936 mit Verbindung zur Segerothstraße. |
| Bamlerstraße          | 28. Aug. 1927 | 16. Apr. 2013 | → Berthold-Beitz-Boulevard                                          | Karl Bernhard Bamler, Meteorologe und Ballonfahrer                                                         | 2013 wurde die Bamlerstraße im Nordviertel dem Berthold-Beitz-Boulevard angegliedert. Das kleinere Teilstück im Stadtteil Altenessen-Süd behielt diesen Namen. |
| Blücherstraße         | vor 1907      | nach 1919     | aufgehoben und überbaut                                             | | Diese Blücherstraße verband die Straße Am Freistein in südlicher Richtung, die heutige Lützowstraße querend, mit der Herzogstraße. Für die heutige Straße, siehe Blücherstraße. |
| Bohrerstraße          | vor 1907      | nach 1955     | aufgehoben                                                          | | Die baulich noch vorhandene Bohrerstraße zweigt als Stichstraße nördlich der Blumenfeldstraße östlich der Gladbecker Straße ab. Ihr Name wurde nach 1955 aufgehoben und die Straße der Gladbecker Straße angegliedert. |
| Bottroper Straße      | vor 1894      | 9. Juli 1915  | aufgehoben und überbaut                                             | Stadt Bottrop                                                                                              | Die aus Altendorf kommende Zollstraße hieß ursprünglich Bottroper Straße. Sie führte von der Helenenstraße in östlicher Richtung auf die ehemalige Amalienstraße. Westlich der Helenenstraße, als Grenze zwischen Altendorf und Bochold, ist die Zollstraße bis heute vorhanden. |
| Dennewitzstraße       | vor 1907      | nach 1936     | aufgehoben und überbaut                                             | | Die Dennewitzstraße führte zum einstigen Waterlooplatz. |
| Dreherstraße          | vor 1907      | nach 1945     | aufgehoben und überbaut                                             | Dreher, metallverarbeitender Beruf                                                                         | Die Dreherstraße verband die Straße Wegedisteln und die Formerstraße östlich der Schlenhofstraße. Sie musste dem Ausbau der Gladbecker Straße weichen. |
| Formerstraße          | vor 1907      | nach 1945     | aufgehoben und überbaut                                             | | Die Formerstraße zweigte als Stichstraße nördlich der Blumenfeldstraße östlich der Gladbecker Straße (damals zur Schlenhofstraße gehörig) ab. |
| Gabelsbergerstraße    | vor 1910      | nach 1965     | aufgehoben und überbaut                                             | | Die Gabelsbergerstraße lag auf heutigem Universitätsgelände. Sie wurde Anfang der 1970er Jahre mit der Universität überbaut. |
| Gasstraße             | 1. März 1901  | 9. Juli 1915  | → Meißelstraße                                                      | | |
| Gießerstraße          | vor 1907      | nach 1970     | aufgehoben und überbaut                                             | Gießer, metallverarbeitender Beruf                                                                         | Die Gießerstraße zweigte nördlich der Universitätsstraße (damals Unionstraße) ab und lag auf heutigem Universitätsgelände. Sie wurde Anfang der 1970er Jahre mit dem Bau der Universität aufgehoben. |
| Gladbecker Straße     | vor 1907      | um 1928       | aufgehoben und überbaut                                             | Stadt Gladbeck                                                                                             | Die ehemalige Gladbecker Straße, die ab etwa 1928 Kirchheller Straße hieß, war eine östlich der Helenenstraße abgzweigende Straße, nördlich der Zeche Amalie gelegen. Zur heutigen gleichnamigen Straße, siehe Gladbecker Straße. |
| Grenzstraße           |               | 9. Juli 1915  | → Overbergstraße                                                    | | |
| Großenbruchstraße     | 10. Juni 1887 | 9. Juli 1915  | → Tiegelstraße                                                      | | |
| Hammerstraße          | 17. Jan. 1868 | 20. Nov. 1937 | → Assmannweg                                                        | | Die Hammerstraße verlief auf dem heutigen Assmannweg, der bis 1990 Teil des Reckhammerwegs war, weiter nach Norden im Stadtteil Altenessen-Süd. |
| Heinrich-Unger-Straße | 17. Juni 1939 | 15. Mai 1945  | → Segerothstraße                                                    | Heinrich Unger, NSDAP-Politiker und SA-Führer                                                              | Umbenennung in der Zeit des Nationalsozialismus, um die symbolische Form der Machtergreifung voranzutreiben. |
| Herbert-Norkus-Straße | 5. Juni 1934  | 15. Mai 1945  | → Blumenfeldstraße                                                  | Herbert Norkus, von Kommunisten getöteter Hitlerjunge, sogenannter Blutzeuge                               | Umbenennung in der Zeit des Nationalsozialismus, um die symbolische Form der Machtergreifung voranzutreiben. |
| Hermannplatz          | 15. Nov. 1895 | 20. Nov. 1937 | → Eltingplatz                                                       | Hermann Elting, Bauunternehmer, Stadtverordneter, siehe Eltingplatz                                        | |
| Hermannstraße         | 15. Nov. 1895 | 20. Nov. 1937 | → Eltingstraße                                                      | Hermann Elting, Bauunternehmer, Stadtverordneter, siehe Eltingplatz                                        | |
| Horster Straße        | 13. Feb. 1896 | 20. Nov. 1937 | → Karolingerstraße → Unsuhrstraße                                   | | |
| Im Westerdorferfeld   | 5. Dez. 1951  | 20. Juli 1966 | aufgehoben und überbaut                                             | | Die Straße Im Westerdorferfeld lag südlich parallel der Bamlerstraße (heute Berthold-Beitz-Boulevard) und verband den I. und den III. Siedlerweg. Die Straße ist heute mit dem Gewerbegebiet Stadtwiese überbaut. |
| Josephstraße          | vor 1907      | nach 1965     | aufgehoben und überbaut                                             | | Die Josephstraße, die zuvor Kleine Mathias-Straße hieß, zweigte südlich der Grillostraße ab und führte über heutiges Universitätsgelände auf die Universitätsstraße (damals Unionstraße). Sie wurde Anfang der 1970er Jahre mit dem Bau der Universität aufgehoben. |
| Kallenbergsweg        | 5. Dez. 1951  | 20. Juli 1966 | aufgehoben und überbaut                                             | Kallenberg, Aufsitzer des ehemaligen Hofs Koopmann                                                         | Zum Hof, siehe Kallenbergstraße. Der Kallenbergsweg lag in zweiter Reihe nach der Straße Im Westerdorferfeld südlich parallel der Bamlerstraße (heute Berthold-Beitz-Boulevard) und verband den I. und den III. Siedlerweg. Die Straße ist heute mit dem Gewerbegebiet Stadtwiese überbaut. |
| Kapellenstraße        | um 1893       | um 1957       | überbaut und aufgehoben                                             | | Die Kapellenstraße war eine westliche Stichstraße der Bottroper Straße, zwischen Hans-Böckler- und Paulstraße. |
| Karpinskistraße       | um 1933       | 15. Mai 1945  | → Lützowstraße → Kleine Stoppenberger Straße → Stoppenberger Straße | | Umbenennung in der Zeit des Nationalsozialismus, um die symbolische Form der Machtergreifung voranzutreiben. |
| Kirchheller Straße    | um 1928       | nach 1955     | aufgehoben und überbaut                                             | | Die Kirchheller Straße, die zuvor Gladbecker Straße hieß, war eine östliche Stichstraße der Helenenstraße nördlich der Zeche Amalie. |
| Kleine Hammerstraße   | 18. Mai 1898  | 28. Aug. 1927 | → Berthold-Beitz-Boulevard                                          | Bezug zur ehemaligen Hammerstraße                                                                          | Die Kleine Hammerstraße wurde 1927 Bamlerstraße genannt, bevor dieser Straßenzug 2013 dem Berthold-Beitz-Boulevard angegliedert wurde. |
| Kleine Mathias-Straße | vor 1893      | vor 1910      | aufgehoben und überbaut                                             | Anlehnung an die querende Mathiasstraße                                                                    | Die Kleine Mathias-Straße, die später Josephstraße hieß, zweigte südlich der Grillostraße ab und führte über heutiges Universitätsgelände auf die Universitätsstraße (damals Unionstraße). |
| Kleine Niederstraße   | 17. Jan. 1868 | 2. Juli 1958  | → An St. Marien                                                     | Bezug zur Niederstraße                                                                                     | |
| Knappenstraße         | vor 1910      | vor 1927      | aufgehoben und überbaut                                             | | Die Knappenstraße, die zuvor Mindener Straße und später Veltenstraße hieß, zweigte nördlich der heutigen Universitätsstraße (damals Unionstraße) ab und führte weiter auf heutigem Universitätsgelände. |
| Kölner Straße         | vor 1893      | vor 1910      | aufgehoben und überbaut                                             | Anlehnung an die Köln-Mindener Eisenbahn-Gesellschaft, die den nahen damaligen Bahnhof Segeroth errichtete | Die Kölner Straße, die später Schachtstraße hieß, zweigte östlich der Segerothstraße ab und führte weiter auf heutigem Universitätsgelände. |
| Körnerstraße          | 15. Nov. 1895 | 27. Mai 1902  | → Blumenfeldstraße                                                  | | |
| Koopmannstraße        | 9. Juli 1915  | 9. Aug. 1927  | → Gladbecker Straße                                                 | | Die Koopmannstraße war der nördliche Teil der Gladbecker Straße, der die Grenze zwischen Nordviertel und Altenessen-Süd bildet. Dieser Teil hieß zuvor Unionstraße. |
| Langestraße           | vor 1907      | vor 1927      | aufgehoben und überbaut                                             | | Die Langestraße zweigte als Stichstraße östlich der Schlenhofstraße in Höhe der gegenüberliegenden Meißelstraße ab. |
| Luisenburg            | vor 1907      | nach 1955     | aufgehoben und überbaut                                             | | Die Straße Luisenburg befand sich westlich parallel der Scharnhorststraße. Sie verband damit aus heutiger Sicht die Straße Am Freistein mit der Lützowstraße, die damals Stoppenberger Straße hieß. |
| Maschinenstraße       | vor 1907      | nach 1970     | aufgehoben und überbaut                                             | | Die Maschinenstraße zweigte westlich der Gladbecker Straße ab und verlief damit nördlich parallel der heutigen Universitätsstraße (damals Unionstraße). Sie wurde Anfang der 1970er Jahre mit dem Bau der Universität aufgehoben. |
| Mathiasstraße         | vor 1893      | nach 1970     | aufgehoben und überbaut                                             | Mathias Stinnes, Unternehmer, legte Grundstein der Stinnes AG                                              | Die Mathiasstraße zweigte östlich der Segerothstraße ab und traf auf die heutige Universitätsstraße (damals Unionstraße). Sie wurde Anfang der 1970er Jahre mit dem Bau der Universität aufgehoben. |
| Mauerstraße           | um 1868       | um 1957       | → Niederstraße                                                      | | Die Mauerstraße ist heute der westliche nach Norden verlaufende Teil der Niederstraße, der einst mit der Pferdebahnstraße verbunden war. |
| Mindener Straße       | vor 1893      | vor 1910      | aufgehoben und überbaut                                             | Anlehnung an die Köln-Mindener Eisenbahn-Gesellschaft, die den nahen damaligen Bahnhof Segeroth errichtete | Die Mindener Straße, die später Knappenstraße und danach Veltenstraße hieß, zweigte nördlich der heutigen Universitätsstraße (damals Unionstraße) ab und führte weiter auf heutigem Universitätsgelände. |
| Nettelbeckstraße      | vor 1907      | vor 1927      | aufgehoben und überbaut                                             | | Die Nettelbeckstraße verband nördlich parallel der heutigen Blücherstraße die Altenessener Straße mit der Karolingerstraße (damals Horster Straße). |
| Nürnberger Straße     | 11. Mai 1906  | 18. Feb. 1916 | → Blücherstraße                                                     | | |
| Parallelstraße        | 17. Jan. 1868 | 15. Juli 1915 | → Reckhammerweg                                                     | | Die Parallelstraße wurde 1915 Teil der nördlich weiterführenden Hammerstraße. 1937 wurde sie im Nordviertel mit dieser zum Reckhammerweg umbenannt. |
| Pausstraße            | vor 1907      | nach 1965     | aufgehoben und überbaut                                             | | Die Paussstraße zweigte östlich der Segerothstraße ab und lag auf heutigem Universitätsgelände. Sie wurde Anfang der 1970er Jahre mit der Universität überbaut. |
| Schachtstraße         | vor 1910      | nach 1970     | aufgehoben und überbaut                                             | | Die Schachtstraße, die zuvor Mindener Straße und dann Schachtstraße hieß, zweigte östlich der Segerothstraße ab und führte auf heutiges Universitätsgelände. Sie wurde Anfang der 1970er Jahre mit dem Bau der Universität aufgehoben. |
| I. Siedlerweg         | 5. Dez. 1951  | 20. Juli 1966 | → Riedingerstraße                                                   | | |
| II. Siedlerweg        | 5. Dez. 1951  | 20. Juli 1966 | aufgehoben und überbaut                                             | | Der II. Siedlerweg lag parallel zwischen dem I. und dem III. Siedlerweg. Er ist heute mit dem Gewerbegebiet Stadtwiese überbaut. |
| III. Siedlerweg       | 5. Dez. 1951  | 20. Juli 1966 | → Sigsfeldstraße                                                    | | |
| Söllingstraße         | 15. Nov. 1895 | 14. Feb. 1966 | → Goldschmidtstraße                                                 | Heinrich Carl Sölling, Kaufmann, Stadtverordneter, Ehrenbürger                                             | |
| Soldatenwiese         | 25. Feb. 1937 | 22. Mai 1945  | → Jakobstraße                                                       | | Umbenennung in der Zeit des Nationalsozialismus, um die symbolische Form der Machtergreifung voranzutreiben. |
| Sternstraße           | 24. Feb. 1899 | 16. Dez. 1970 | → Zwinglistraße                                                     | | |
| Stolzestraße          | vor 1910      | nach 1965     | aufgehoben und überbaut                                             | | Die Stolzestraße lag auf heutigem Universitätsgelände. Sie wurde Anfang der 1970er Jahre mit Bau der Universität überbaut. |
| Turmfeldstraße        | vor 1910      | nach 1970     | aufgehoben und überbaut                                             | Turmfeld, Flurname                                                                                         | Die Turmfeldstraße zweigte südlich der heutigen Universitätsstraße (damals Unionstraße) ab und verlief teils parallel zu dieser. |
| Unionstraße (Nord)    | 27. Nov. 1903 | 9. Juli 1915  | → Gladbecker Straße                                                 | Maschinenbau AG Union                                                                                      | Diese Unionstraße hieß ab 1915 Koopmannstraße. Sie war der nördliche Teil der Gladbecker Straße, der die Grenze zwischen Nordviertel und Altenessen-Süd bildet. Zudem hieß die heutige Universitätsstraße ebenfalls Unionstraße. Am 1. Juli 1871 wurde die von Ewald Hilger 1857 gegründete Maschinenfabrik mit der Essener Maschinenfabrik vereinigt und erhielt den Namen Maschinenbau AG Essener Union. Diese war insbesondere auf den Steinkohlenbergbau ausgerichtet. Ihr Betrieb wurde schließlich 1913 eingestellt. |
| Unionstraße (Süd)     | 1. Juli 1891  | 23. Juni 1976 | → Universitätsstraße                                                | Maschinenbau AG Union                                                                                      | Ein nördlicher Teil der heutigen Gladbecker Straße ebenfalls Unionstraße. Am 1. Juli 1871 wurde die von Ewald Hilger 1857 gegründete Maschinenfabrik mit der Essener Maschinenfabrik vereinigt und erhielt den Namen Maschinenbau AG Essener Union. Diese war insbesondere auf den Steinkohlenbergbau ausgerichtet. Ihr Betrieb wurde schließlich 1913 eingestellt. |
| Veltenstraße          | vor 1927      | nach 1970     | aufgehoben und überbaut                                             | | Die Veltenstraße, die zuvor Knappenstraße und davor Mindener Straße hieß, zweigte nördlich der heutigen Universitätsstraße (damals Unionstraße) ab und führte weiter auf heutigem Universitätsgelände. Sie wurde Anfang der 1970er Jahre mit dem Bau der Universität aufgehoben. |
| Viehofer Chaussee     |               | 7. Aug. 1908  | → Altenessener Straße                                               | Chaussee zum ehemaligen Viehhof                                                                            | |
| Vogelheimer Straße    | vor 1894      | vor 1927      | aufgehoben und überbaut                                             | Vogelheim, heute Stadtteil von Essen                                                                       | Die Vogelheimer Straße war eine nordöstlich der ehemaligen Amalienstraße abzweigende Straße, nördlich der Zeche Amalie gelegen. |
| Waldthausenstraße     | 15. Nov. 1895 | nach 1955     | Abzweig heute Teil der Kleinen Stoppenberger Straße                 | Waldthausen, Patrizierfamilie                                                                              | Die Waldthausenstraße zweigte südlich der heutigen Kleinen Stoppenberger Straße nach Süden ab und führte unter der Bahnstrecke hindurch bis ins Ostviertel, wo diese Straße noch heute diesen Namen trägt. |
| Waterlooplatz         | vor 1907      | nach 1919     | aufgehoben und überbaut                                             | Waterloo, Stadt in Belgien                                                                                 | Der Waterlooplatz lag nördlich der Straße Am Freistein und ist mit der heutigen Stoppenberger Straße überbaut. |
| Waterloostraße        | vor 1907      | nach 1919     | teilweise → aufgehoben und überbaut → Helen-Keller-Straße           | Waterloo, Stadt in Belgien                                                                                 | Die ehemalige Waterloostraße führte vom ehemaligen Waterlooplatz in nördlicher Richtung. Für die heutige Waterloostraße, siehe Waterloostraße. |
| Wegedisteln           | vor 1907      | nach 1945     | aufgehoben und überbaut                                             | | Die Straße Wegedisteln zweigte als Stichstraße östlich der Schlenhofstraße, in Höhe des gegenüberliegenden Reckhammerwegs, ab. Sie musste dem Ausbau der Gladbecker Straße weichen. |
| Welheimer Straße      | vor 1894      | nach 1945     | aufgehoben und überbaut                                             | Welheim, heute Stadtteil von Bottrop                                                                       | Die Welheimer Straße war eine nordöstliche Stichstraße der ehemaligen Amalienstraße nordöstlich der Zeche Amalie. |
| Yorckstraße           | 11. März 1898 | 11. Dez. 1931 | → Altenbergstraße                                                   | | |
| Zollstraße            | 9. Juli 1915  | nach 1936     | aufgehoben und überbaut                                             | Constantin Zöller, Lehrer                                                                                  | Die aus Altendorf kommende Zollstraße, die ursprünglich Bottroper Straße hieß, führte von der Helenenstraße in östlicher Richtung auf die ehemalige Amalienstraße. Westlich der Helenenstraße, als Grenze zwischen Altendorf und Bochold, ist die Zollstraße bis heute vorhanden. Der Lehrer Constantin Zöller wurde am 22. Juni 1826 in Ruhrort geboren. Er besaß, noch bevor es die Straßenweise Nummerierung gab, das Haus Bochold Nr. 156. Das war der Grund für den Borbecker Bürgermeister Rudolf Heinrich, die Straße Zollstraße zu nennen. Heinrich vergab gern kurze Straßennamen, da es noch nicht üblich war, den Straßennamen an den Beginn und das Ende einer Straße, sondern ihn mit auf die Hausnummernschilder zu setzen. Nach erfolgter Umnummerierung wohnte Constantin Zöller in der Zollstraße 1. Er starb am 1. Juli 1901 in Borbeck. |